# Elmlər Akademiyası (métro de Bakou)
Elmlər Akademiyası (Académie des Sciences) est une station de la ligne 2 du métro de Bakou située à l'avenue Huseyn Javid de la ville de Bakou, en Azerbaïdjan.
Elle est mise en service en 1976.

## Situation sur le réseau
La station Elmlər Akademiyası est située entre les stations Nizami et Inshaatchilar.

## Histoire

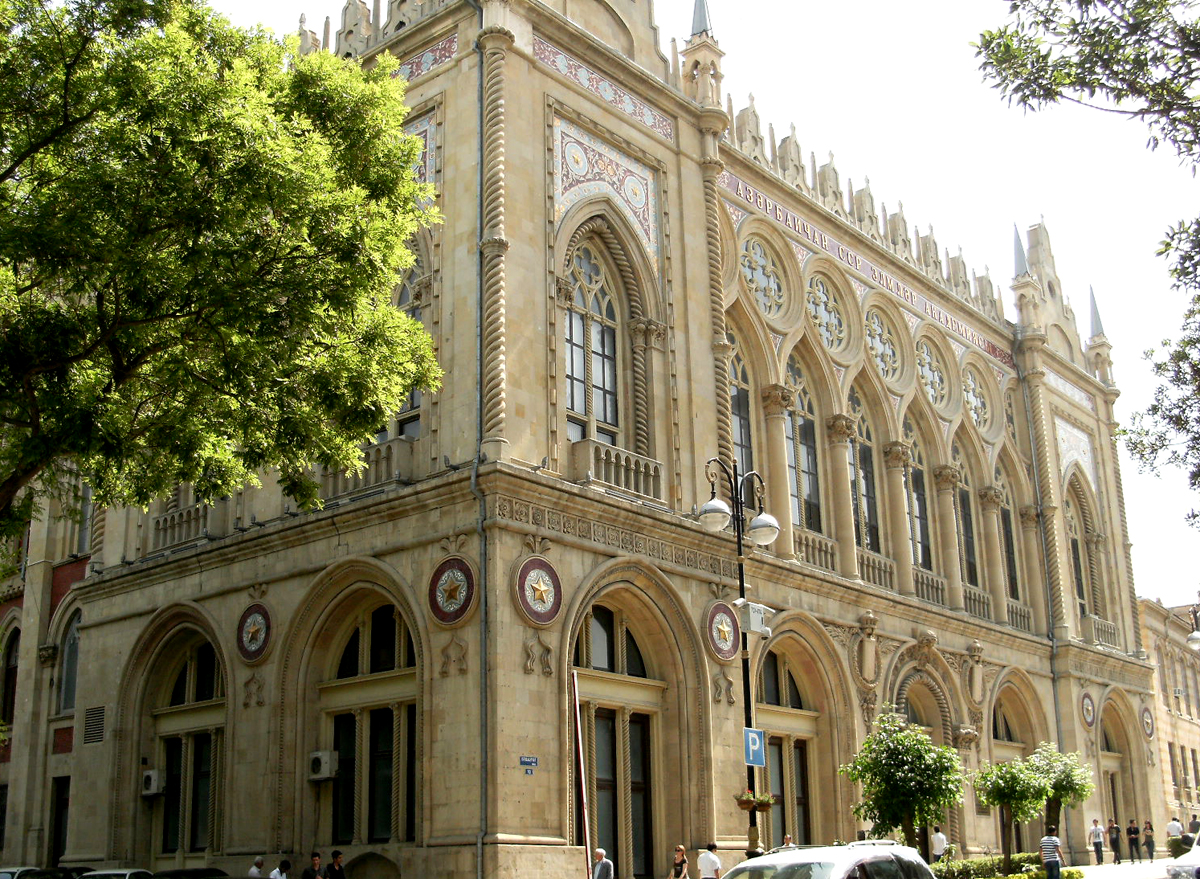
Le palais d’Ismailiyya, siège de l'Académie nationale des sciences d'Azerbaïdjan.

La station Elmlər Akademiyası, créée par les architectes M.A. Huseynov et G.B. Rajabov, est mise en service le 31 décembre 1976.